# Istituto italiano di esperanto
L'Istituto italiano di esperanto (IIE, parimenti noto con la denominazione ufficiale in esperanto di Itala Instituto de Esperanto) è un'associazione culturale italiana senza fini di lucro che si occupa della promozione dello studio e della diffusione della lingua esperanto in Italia.
Svolge un ruolo di primo piano nell'occuparsi dell'insegnamento dell'esperanto in Italia, curando in particolar modo la formazione di docenti di esperanto e lo svolgimento di esami di lingua. Agisce dichiaratamente nel rispetto del Fundamento de Esperanto e delle direttive della Accademia di Esperanto, un organo con funzioni consultive.
Fu fondato nel 1912 con il nome di Cattedra italiana di esperanto (IKE, Itala Katedro de Esperanto).
Nel 2007 era presente in 32 province italiane, e contava 148 membri. La sua presidenza e la sua direzione generale hanno sede a Torino.

## Storia
La prima organizzazione fondata in Italia e volta a promuovere lo studio e la diffusione dell'esperanto fu il Liguria Instituto de Esperanto, fondato a Genova nel 1910 dall'esperantista Alfredo Stromboli.
La rapida diffusione dell'esperanto in altre città (a Roma e Firenze i primi gruppi esperantisti si erano formati già nel 1905) permise presto di rifondare l'associazione su scala nazionale: fu così fondata, a Bologna il 22 aprile 1912, la Cattedra Italiana di Esperanto, primo organismo ufficialmente dedito alla promozione dell'insegnamento dell'esperanto in Italia, in stretti rapporti con la Federazione esperantista italiana (FEI). Primo direttore dell'IKE fu Achille Tellini.
Con l'ingresso dell'Italia nella prima guerra mondiale, il movimento esperantista italiano subì un forte ridimensionamento: nel 1915 la Federazione esperantista italiana, rimasta orfana di una propria sede, fu costretta a stabilirsi provvisoriamente presso la sede bolognese dell'IKE. Ebbe così inizio, seppur per cause del tutto fortuite, una forte collaborazione fra le due associazioni.
Terminato il conflitto mondiale, la FEI trovò una propria sede a Torino, mentre l'IKE (nel 1922) si trasferì a Firenze. Quando tuttavia il 17 maggio 1931 la FEI decise di stabilirsi definitivamente nei suoi attuali uffici di Milano, e istituì per la prima volta una segreteria dedicata esclusivamente allo svolgimento delle attività amministrative dell'associazione sotto il nome di Esperanto-Centro Itala, si decise che anche l'IKE avrebbe potuto usufruire dei servizi del neonato ufficio, consolidando di fatto il legame fra IKE e FEI.

## Insegnamento ed esami
L'IIE impartisce corsi di esperanto strutturati su tre livelli successivi; esso si occupa inoltre di indire sessioni di esami che garantiscono il conseguimento di un diploma relativo a ciascun livello.
- Primo grado: certificato di studio (equivalente al livello A2 QCER)
- Secondo grado: certificato superiore di studio (equivalente al livello B1 QCER)
- Terzo grado: diploma Normale di Magistero (equivalente al livello C1 QCER)

Nel decennio 1997-2006 l'Istituto ha assegnato in media 80 diplomi all'anno.

## Pubblicazioni
Nel corso della sua storia, l'Istituto italiano di esperanto ha talvolta curato direttamente la pubblicazione di volumi strettamente legati ai propri fini associativi. Nel 1915 emanò il suo primo vocabolario, dal titolo Malgranda interpretisto por personoj en milito.
Alcune altre pubblicazioni curate dall'Istituto:
- Universitata gvidfolio de Milano, Roma, Itala Katedro de Esperanto, 1913.[4]
- Universitata gvidfolio de Pavia, Roma, Itala Katedro de Esperanto, 1913.[5]
- Pier Carlo Monti, Fundamenta gramatiko de Esperanto, Milano, Itala Katedro de Esperanto, 1921.[6]
- Bruno Migliorini, Elio Migliorini, Esperanta legolibro, Sesta edizione (riveduta e corretta), Verona, Itala Instituto de Esperanto, 1985.[7]

## Membri eminenti
- Nel 1932 l'italianista ed esperantista Bruno Migliorini divenne membro onorario dell'IIE.[3]
- Nel 1932 il geodista ed esperantista Alberto Alessio divenne membro onorario dell'IIE.[8]